# ليالي الأنس في فيينا
ليالي الأنس في فيينا هي أغنية ألفها أحمد رامي، ولحنها فريد الأطرش، وغنتها أسمهان عام 1944 في فيلم «غرام وانتقام»، وهي إحدى أشهر أغانيها على الإطلاق.

## الأغنية
- بعد حوالي ثلاث سنوات من الغياب عن السينما بعد تمثيلها فيلم «انتصار الشباب»، عادت أسمهان إلى التمثيل في فيلم جديد من إخراج يوسف وهبي هو «غرام وانتقام» وقد كلفت مجموعة من المؤلفين والملحنين الخبراء بتقديم اغانٍ جديدة هم أحمد رامي، وبيرم التونسي، ورياض السنباطي، ومحمد القصبجي، إضافة إلى مؤلف شاب آنذاك هو مأمون الشناوي، وبالطبع أخيها فريد الأطرش.
- كتب رامي هذه الأغنية بموضوع مختلف نوعاً ما عن الأغاني العاطفية المعتادة، حيث تتحدث الأغنية عن جمال مدينة فيينا عاصمة النمسا (وكانت وقت غناء الأغنية ضمن حدود ألمانيا النازية).
- لحن فريد المقطع الأساسي من الأغنية على إيقاع الفالس، وهو المقطع الأكثر شعبية بين الناس.
- أما مقاطع الأغنية، فقد اختلف الرأي فيها بين الاستحسان والانتقاد، فبينما يثني أحد النقاد على لحن مقطع «ما بين رنين الكاس»، يعتبر نفس الناقد أن لحن مقطع «إفرح وإطرب» أقل منه بكثير في المستوى. ولكن بشكل عام شكلت الأغنية علامة فارقة في تاريخ الغناء العربي.
- في أحد المقاطع تستخدم آلة الجيتار، وهناك خلاف حول ما إذا كان هذا هو الاستخدام الأول لهذه الآلة في الموسيقى العربية، أم أن الذي سبقه استخدامها من قبل محمد عبد الوهاب في أغنية «إنسى الدنيا» في نفس العام.
- توفيت أسمهان على نحو غامض قبل إنهاء تصوير الفيلم، وعلى الرغم من أن فيينا ستتعرض للاحتلال من قبل القوات السوفييتية في أبريل 1945، إلاّ أن أي شخص عربي سمع هذه الأغنية ثم سافر إلى فيينا سيتذكر على الأرجح صوت أسمهان وهو يشدو: متع شبابك في فيينا... ده فيينا روضة من الجنة

## نص الأغنية
ليالي الأنس في فيينا نسيمها من هوا الجنّة
نغم في الجوّ له رنّة سمعها الطير بكى وغنّى
ما بين رنين الكاس ورنّة الألحان
آدي القوام ميّاس يعاطِّف الأغصان
تمّ النعيم للروح والعين ما تخلّي قلبك يتهنّى
آدي الحبايب عالجنبين إيهِ اللي فاضل ع الجنّة
متّع شبابك في فيينا دي فيينا روضة من الجنّة
نغم في الجوّ له رنّة سمعها الطير بكى وغنّى
ساعة هنا لو تصفالك تنسى معاها الكون كلّه
إيه اللي رايح يبقالك من النعيم ده غير ظلّه
خيال ساري مع الأوهام وطيف جاري مع الأحلام
وليه تصبر على الأيام تفوت من غير ما تتهنّى
دي ليلة الأنس في فيينا نسيمها من هوا الجنّة
نغم في الجوّ له رنّة سمعها الطير بكى وغنّى
امرح اطرب
افرح اشرب
ابعث قلبك يسبح ويطير
في الدنيا دي يلقاله سمير
تهنا بقربه، وتسعد بهواه
وتهنّي شباب القلب معاه
دي فيينا روضة من الجنة يسعد لياليكي يا فيينا
نغم في الجوّ له رنّة سمعها الطير بكى وغنّى